# Doddy Delissen

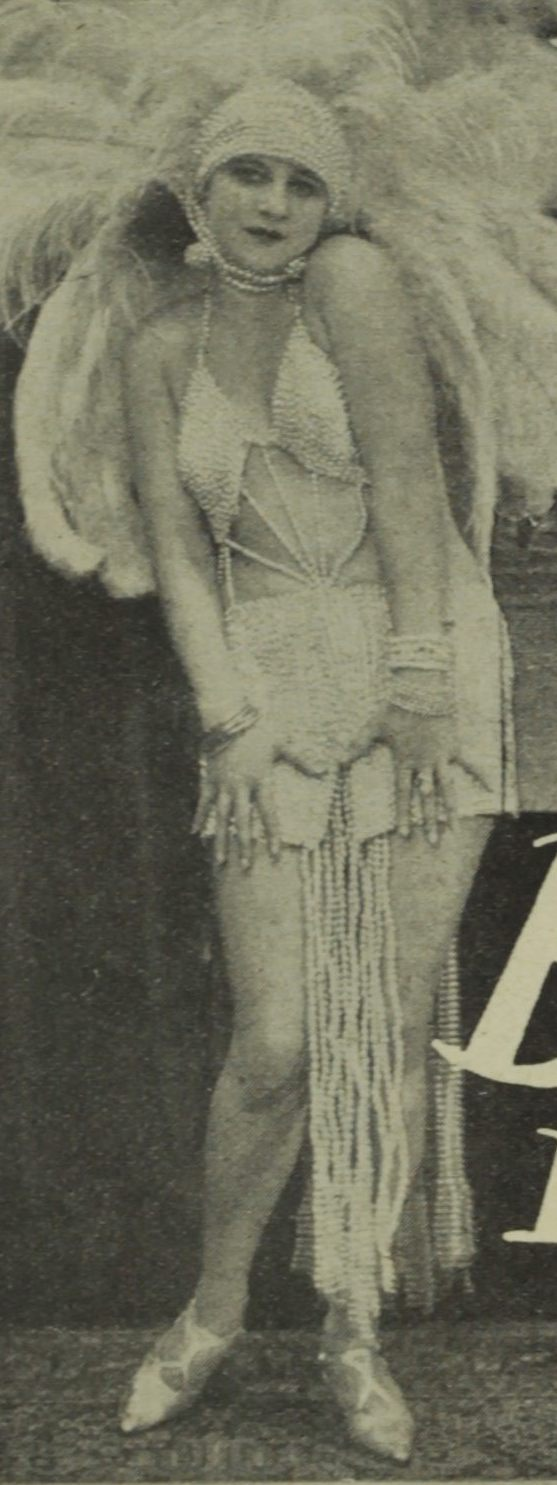
Doddy Delisson als Tänzerin (1927)

Doddy Delissen (auch Doddy Delisson, Dolly Delisson und Dodo Delissen; * 5. April 1904 als Anna Pauline Antonia Anton in Wien; † 18. Mai 1987 in Lilienfeld) war eine österreichische Tänzerin, Diseuse und Filmschauspielerin.

## Leben und Wirken
Anna Anton wurde 1904 in Wien als jüngstes von vier Kindern des Hofgerichtsadvokaten Anton Anton und seiner Frau Anna Liebner geboren. Über ihre Ausbildung ist derzeit nichts bekannt. Im Februar 1921 stieg sie mit ihrer Schwester Elisabeth Lauffer (Künstlername: Lo Laffaire) als Tanzduo Sisters Delisson in Wien ins Showgeschäft ein und absolvierte in den folgenden Jahren zahlreiche Auftritte in Kabaretts und auf Kleinkunstbühnen, so 1923 in der Tanz-Revue Die moderne Frau im Wiener Restaurant Maxim, 1924 in Leipzig und 1926 in den Künstlerspielen Capua.
1929 wurde angekündigt, dass sie „in ihrer neuen Eigenschaft als Kabarettistin […] englische Lieder, die sie selbst am Flügel begleitet, zum Vortrag bringen [wird]“. 1930 trat sie zusammen mit dem Komponisten Artur Marcell Werau im Wiener Revuetheater Simpl am Doppelklavier auf und spielte 1933 am Wiener Theater der Komiker zusammen mit den Schauspielern Armin Springer und Gustav Müller. Erste Platten nahm sie mit Peter Igelhoff auf. Mitte der 30er Jahre ging sie nach Berlin, wo sie sich fortan Doddy Delissen nannte.
Neben einigen kleinen Filmrollen als Sängerin, etwa in Unter heißem Himmel (1936), nahm sie eigene Schlager, aber vor allem Lieder aus dem Œuvre von Zarah Leander, Kirsten Heiberg und Greta Keller auf Schallplatte auf. Zu ihrem Repertoire gehörten Kompositionen von Ralph Benatzky (Ich steh’ im Regen, mit dem Eugen-Wolff-Tanzorchester), Werner Bochmann, Werner Eisbrenner, Theo Mackeben, Otto Berco und Peter Igelhoff. Ihre dunkle, etwas verraucht klingende Stimme erinnert im Timbre an die oben genannten Sängerinnen. Im Berliner Delphi-Tanzpalast trat sie mit der schwedischen Swing-Kapelle Arne Hülphers und dem Lied Ich bin, wie ich bin erfolgreich auf.
In den 1930er und 40er Jahren wurde Doddy Delissen mehrfach als Synchronsängerin für diverse UFA-Stars eingesetzt. Am bekanntesten wurde ihr Auf den Flügeln bunter Träume, das sie für Hilde Weissner 1938 in dem Film Geheimzeichen LB 17 sang. 1943 kehrte sie in ihre Heimatstadt Wien zurück und synchronisierte nach dem Zweiten Weltkrieg noch den Gesang von Nadja Gray in dem österreichischen Film Liebling der Welt (1949). Bald darauf zog sie sich anlässlich ihrer 1951 erfolgten Heirat mit dem Architekten Fritz Krampf ins Privatleben zurück. Zuletzt in der Seidlgasse 27 in Wien-Landstraße wohnhaft, starb Doddy Delissen 1987 im Landesklinikum Lilienfeld und wurde auf dem Baumgartner Friedhof beigesetzt. Das Grab ist inzwischen aufgelassen.
Der Neurologe und Psychiater Gabriel Anton war ein Onkel von Doddy Delissen.

## Filmografie
- 1936: Maria, die Magd
- 1936: Die Unbekannte
- 1936: Unter heißem Himmel (singt das Lied Ich bin eine Frau für die Liebe)
- 1937: Premiere

## Filmliedersynchronisation
- Die große Liebe ist nur ein schönes Märchen, 1936 für Lucie Millowitsch in Die Unbekannte
- Es kann zwischen heute und morgen, 1937 in Frauenliebe – Frauenleid
- Auf den Flügeln bunter Träume, 1938 für Hilde Weissner in Geheimzeichen LB 17
- Komm und tanz, 1938 für Christl Mardayn in Menschen vom Varieté
- Es wär so schön, bei dir zu bleiben, 1949 für Nadja Gray in Liebling der Welt
- Die Rosen der Liebe, ebenda